# Spis świateł i sygnałów nawigacyjnych
Spis świateł i sygnałów nawigacyjnych - (ang. List of Lights and Fog Signals) wydawnictwo książkowe lub cyfrowe - elektroniczne, zawierające opis świetlnych znaków nawigacyjnych tj. latarnie morskie, boje świetlne (pławy świetlne), latarniowce, stawy świetlne. Spis zawiera dla każdego światła: 
1. niepowtarzalny numer,
2. nazwę światła,
3. pozycję geograficzną,
4. charakterystykę światła,
5. wzniesienie światła ponad wodą w metrach w stosunku do zera mapy (ang. chart datum)[1],
6. opis budowli na której zainstalowano światło (w celu łatwej identyfikacji w ciągu dnia)
7. wysokość budowli[2],
8. informacje o sektorach świateł, kierunkach nabieżników, a także charakterystykę sygnału mgłowego, o ile taki znajduje się na znaku lub w pobliżu.

Nazwy świateł o zasięgu 15 Mm i wyższym wyróżnione są tłustym drukiem. Nazwy latarniowców – literami dużymi i pochyłymi, nazwy innych świateł pływających – literami pochyłymi.
Spis świateł wydaje zwykle instytucja państwowa zajmująca się hydrografią. W Polsce Spis Świateł i inne publikacje nautyczne (obejmujące Bałtyk) wydaje Biuro Hydrograficzne Marynarki Wojennej. W żegludze międzynarodowej najczęściej używane są Spisy Świateł Admiralicji Brytyjskiej, wiodącej instytucji, która wydaje mapy i pomoce nawigacyjne na obszar całego świata. W 2019 roku spis świateł Admiralicji w 14 tomach (A-P) zawiera opisy ponad 85 tysięcy świateł i pokrywa wszystkie wody żeglowne. Spisy świateł na wody wokół Ameryki Płn. wydaje United State Coast Guard.

Ze względu na ciągłe zmiany w oznakowaniu nawigacyjnym Spis Świateł musi być systematycznie poprawiany. Co tydzień publikowane są poprawki w Wiadomościach żeglarskich (ang. Notices to Mariners). Nowa wersja książki jest wydawana co kilkanaście miesięcy. Wersja elektroniczna umożliwia aktualizację przez Internet.